# Pero ravida
Pero ravida là một loài bướm đêm trong họ Geometridae.